# Lepidochrysops wykehami
Lepidochrysops wykehami är en fjärilsart som beskrevs av Tite 1964. Lepidochrysops wykehami ingår i släktet Lepidochrysops och familjen juvelvingar. IUCN kategoriserar arten globalt som sårbar. Inga underarter finns listade i Catalogue of Life.